# Franco Lattanzi
Franco Lattanzi (* 1925 in Rom; † 2. Mai 2008 ebenda) war ein italienischer Filmregisseur.

## Leben
Lattanzi drehte in den 1950er und 1960er Jahren einige Liebesfilme mit Nando Checchi in der Hauptrolle. Bekannt wurde er aber vor allem durch seine drei Italowestern vom unteren Ende der Qualitätsskala aus den 1970er Jahren. Seine insgesamt sechs Werke gehören zu den obskursten der italienischen Filmindustrie.

## Filmografie
- 1955: Trocadero
- 1963: La nube rossa
- 1965: Serenata d’amore
- 1973: Il giustiziere di Dio
- 1973: Zahl und stirb (Sei bounty killers per una strage)
- 1975: Der Tiger vom Kwai (La tigre venuta dal fiume Kwai)